# Patrocínio
Pour les articles homonymes, voir Patrocinio.
Patrocínio est une municipalité de l'état du Minas Gerais au Brésil.
Sa population est de 87 178 habitants en 2013.
À 22 km à l'est de Patrocinio se trouve le lac de Chapadão, au milieu d'un vaste cratère d'origine volcanique.